# Fécocourt
Fécocourt ist eine französische Gemeinde mit 106 Einwohnern (Stand 1. Januar 2022) im Département Meurthe-et-Moselle in der Region Grand Est (bis 2015 Lothringen). Sie gehört zum Arrondissement Toul und zum Gemeindeverband Pays de Colombey et Sud Toulois.

## Geographie
Die Gemeinde liegt am oberen Brénon, unmittelbar westlich des Höhenzuges Colline de Sion-Vaudémont in der Landschaft Saintois, weiträumiger gesehen etwa zwischen Épinal und Toul. Nachbargemeinden von Fécocourt (im Uhrzeigersinn, von Norden beginnend) sind: Vandeléville, They-sous-Vaudemont, Pulney, Grimonviller, Beuvezin und Tramont-Lassus.

## Einwohner
| Jahr                       | 1962 | 1968 | 1975 | 1982 | 1990 | 1999 | 2006 | 2014 | 2021 |
| -------------------------- | ---- | ---- | ---- | ---- | ---- | ---- | ---- | ---- | ---- |
| Einwohner                  | 156  | 147  | 125  | 93   | 85   | 101  | 104  | 111  | 109  |
| Quellen: Cassini und INSEE |      |      |      |      |      |      |      |      |      |

Im Jahr 1836 wurde mit 655 Bewohnern die bisher höchste Einwohnerzahl ermittelt. Die Zahlen basieren auf den Daten von cassini.ehess und INSEE.

## Sehenswürdigkeiten
- Kirche St. Remigius (Église Saint-Remy) mit ursprünglich romanischem Turm, der wie das aus dem 16. Jahrhundert stammende Schiff im 18. Jahrhundert rekonstruiert wurde
- Kapelle Unserer Lieben Frau der Barmherzigkeit (Chapelle Notre-Dame-de-Pitié) aus dem 19. Jahrhundert
- Friedhofskreuz, 16. Jahrhundert, Monument historique
- zwei ehemalige Waschhäuser (Lavoirs)

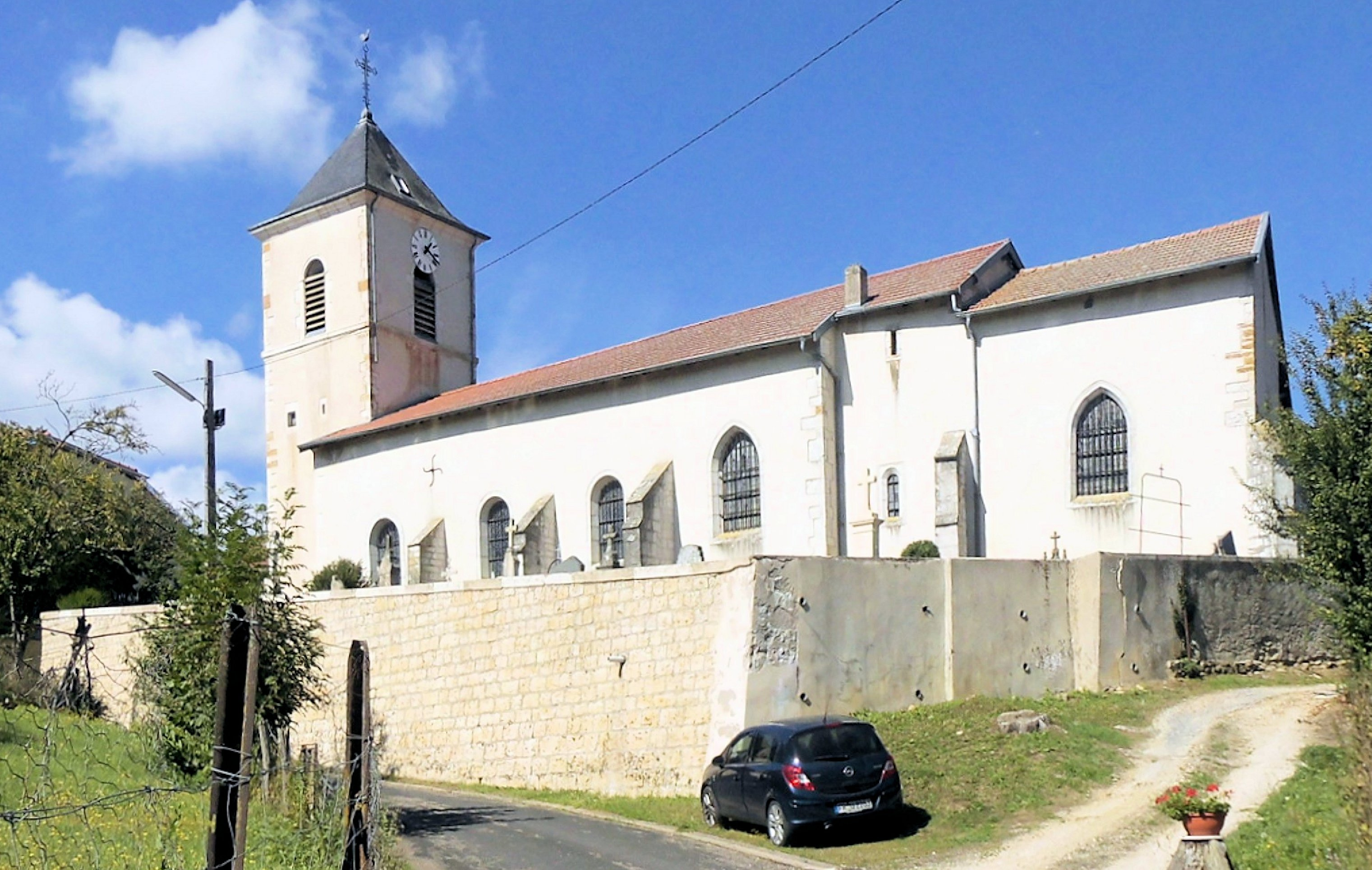
Kirche St. Remigius
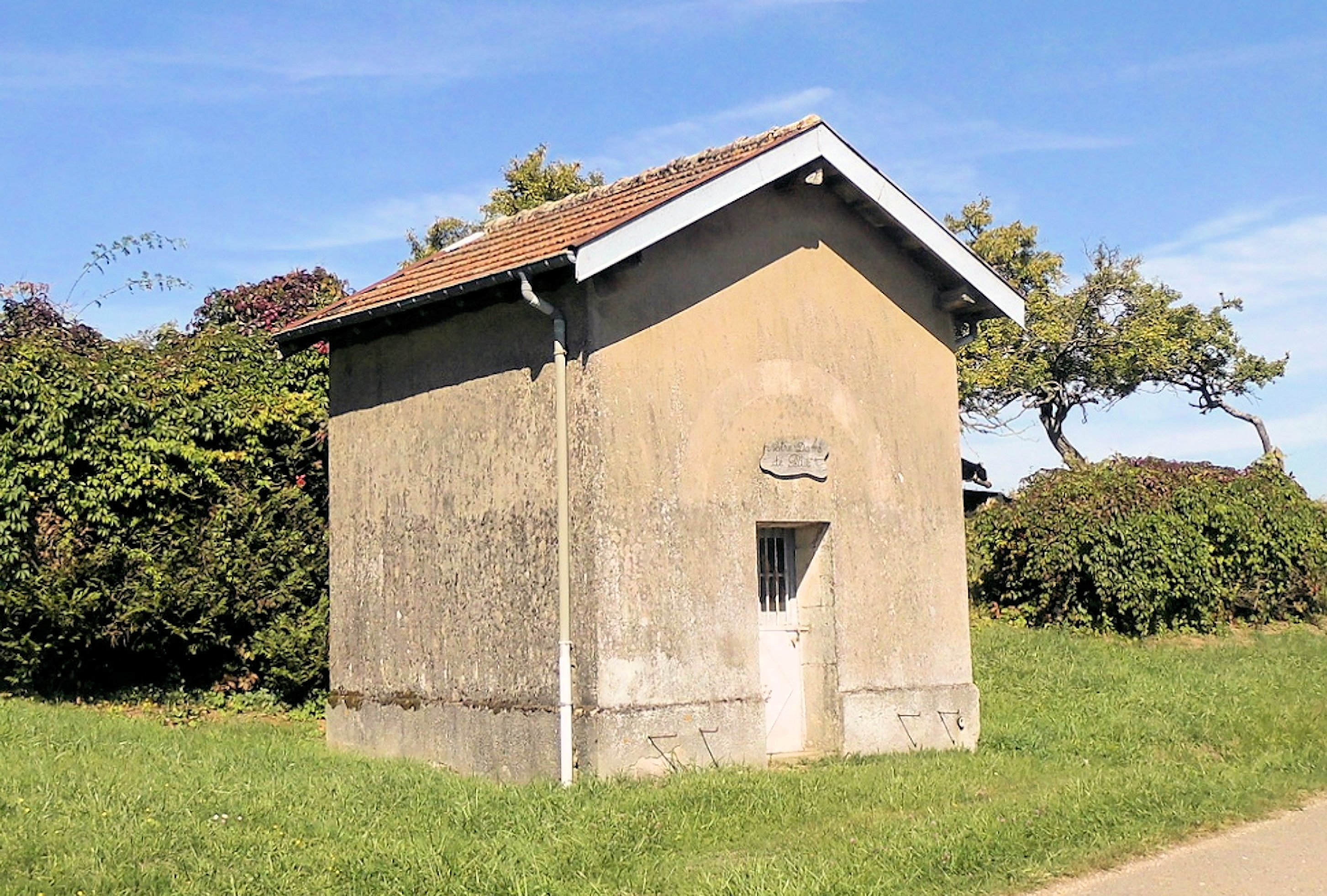
Kapelle Unserer Lieben Frau der Barmherzigkeit
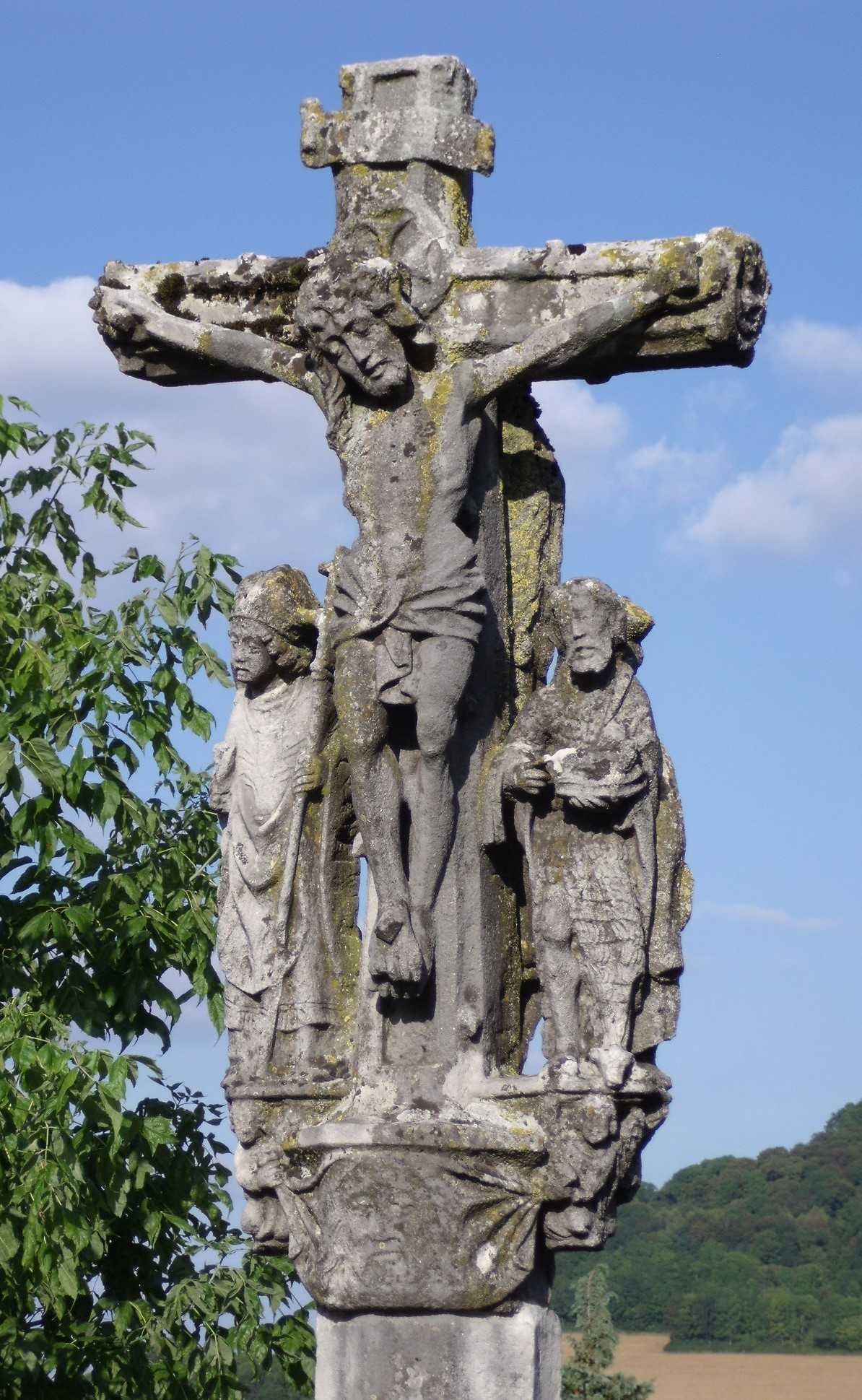
Eines der monumentalen Kreuze auf dem Friedhof
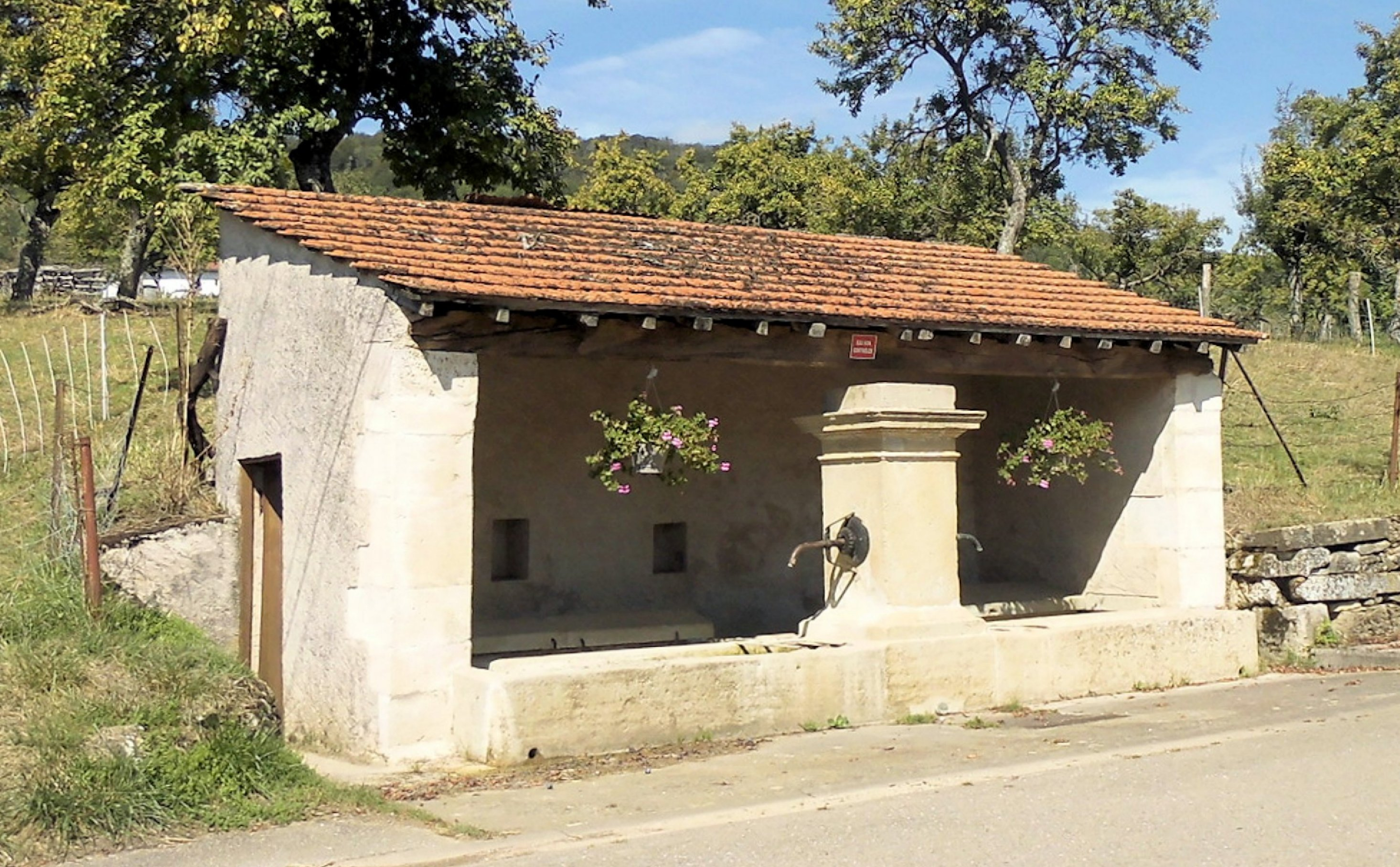
Ehemaliges Waschhaus in der Rue Saint-Léon 15
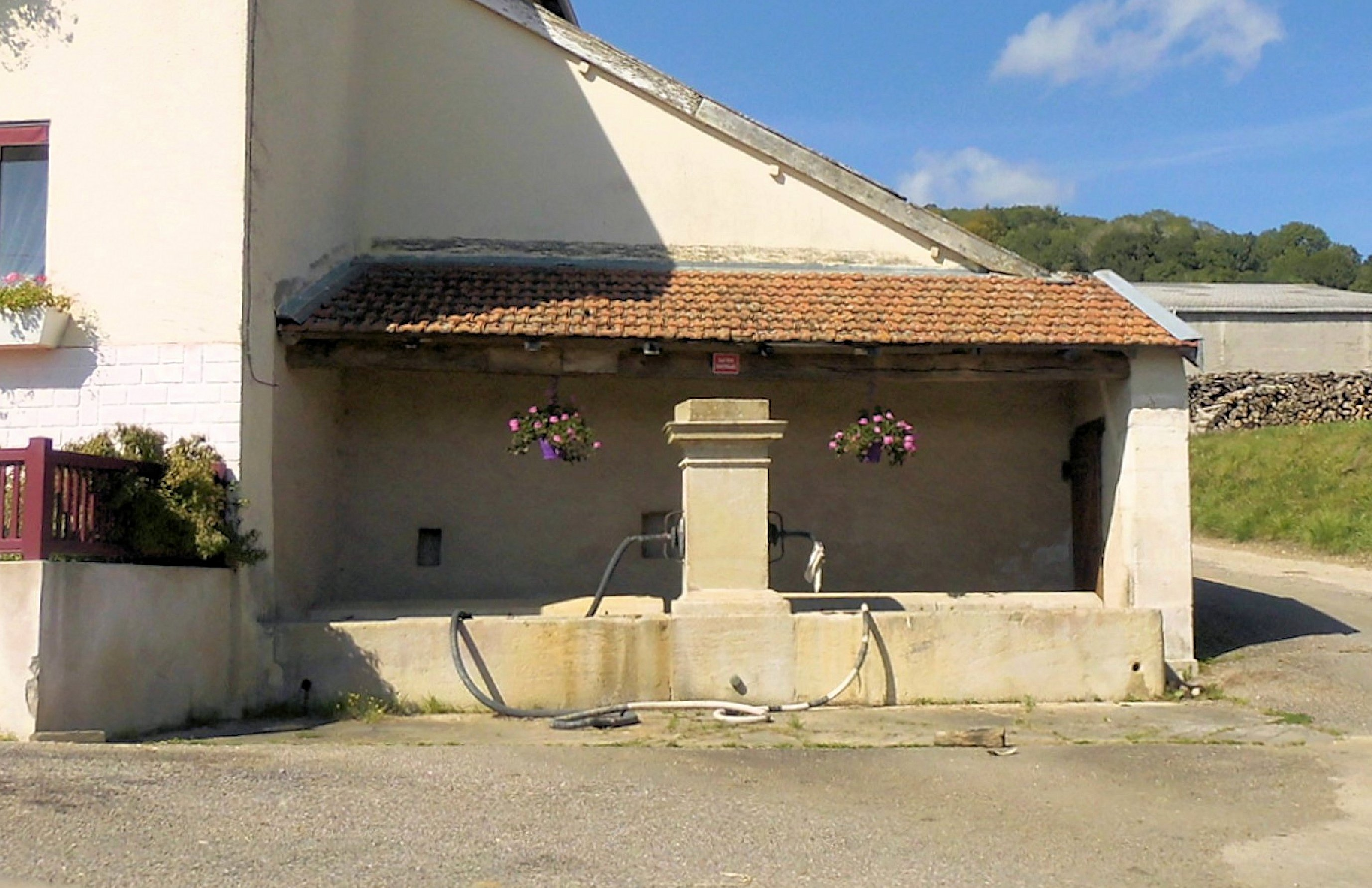
Ehemaliges Waschhaus in der Rue Saint-Léon 20

## Wirtschaft und Infrastruktur
In der Gemeinde sind sechs Landwirtschaftsbetriebe ansässig (Milchwirtschaft, Rinderzucht).
Durch Fécocourt führt die Fernstraße D 12 von Colombey-les-Belles nach Aboncourt. Auf diesem Weg wird die Gemeinde Fécocourt durch die Buslinie R 580 (Strecke Aboncourt-Nancy des Unternehmens TED) montags bis samstags bedient.
Der Verkehr auf der Bahnlinie von Barisey-la-Côte über Fécocourt nach Puzieux wurde 1954 eingestellt.

## Belege
1. ↑  Fécocourt auf cassini.ehess
2. ↑  Fécocourt auf INSEE
3. ↑  Landwirtschaftsbetriebe auf annuaire-mairie.fr (französisch)